# 田母神論文問題
田母神論文問題（たもがみろんぶんもんだい）とは、2008年に当時航空幕僚長だった田母神俊雄が、政府見解と反する論文を発表・公開した問題である。
田母神は論文「日本は侵略国家であったのか」を書いて「真の近現代史観」懸賞論文に応募し、アパグループは2008年10月31日、これに第一回最優秀藤誠志賞を与えた。その後、「航空自衛隊幹部が政府見解に反する論文を出した」として大問題化し、田母神は更迭され退官となった。この際、言論の自由とシビリアンコントロールについて議論が起きた。

## 論文の内容
論文の概略としては、「日中戦争は侵略戦争ではない」・「日米戦争はフランクリン・ルーズベルトによる策略であった」とする自説を展開したうえで、「日本政府は集団的自衛権を容認すべきである」と主張したものであった。以下は要略である。
対中関係
- 日本は19世紀の後半以降、朝鮮半島や中国大陸に軍を進めることになるが、相手国の了承を得ないで一方的に軍を進めたことはない。蔣介石国民党の間でも合意を得ずして軍を進めたことはない。常に中国側の承認の下に軍を進めていた。
- 1936年の第二次国共合作[注釈 1]によりコミンテルンの手先である毛沢東共産党のゲリラが国民党内に多数入り込んでいた。
- 『マオ 誰も知らなかった毛沢東』（ユン・チアン、講談社）や『黄文雄の大東亜戦争肯定論』（ ワック出版）[注釈 2]」、『日本よ、「歴史力」を磨け』（櫻井よしこ編、文藝春秋）」によれば、1928年の張作霖爆殺事件は関東軍の仕業ではなく、コミンテルンの仕業であるという説が極めて有力である。
- 東京裁判の最中に中国共産党の劉少奇が西側の記者との記者会見で「盧溝橋の仕掛け人は中国共産党で、現地指揮官はこの俺だった」と証言[注釈 3]している。
- したがって、日本は蔣介石により日中戦争に引きずり込まれた被害者なのである。
- 日本は他国との比較で言えば極めて穏健な植民地統治をした。これは朝鮮半島の支配統治から明らかである。
- コミンテルンの工作を受けたアメリカは、蔣介石に戦闘機100機からなるフライングタイガースを派遣するなど陰で支援しており、真珠湾攻撃に先立つ一箇月半[注釈 4]も前から中国大陸においてアメリカは日本に対し、隠密に航空攻撃を開始していた。

対米観
- ルーズベルト政権の中に300人のコミンテルンのスパイがいた。（ベノナファイル、米国公式文書）
- 財務省ナンバー2の財務次官[注釈 5]ハリー・ホワイトはコミンテルンのスパイかつ日本に対する最後通牒ハル・ノートを書いた張本人であり、彼はルーズベルト大統領の親友であるモーゲンソー財務長官を通じてルーズベルト大統領を動かし、日米戦争に追込んだ。
- ルーズベルトは戦争をしないという公約で米国大統領になった為、日米開戦のために見かけのうえで第一撃をさせる必要があった。ルーズベルトの仕掛けた罠にはまり真珠湾攻撃を決行した。
- もしハル・ノートを受け入れていたら、一時的に戦争を回避出来たとしても、当時の弱肉強食の国際情勢を考えれば、アメリカから第二, 第三の要求が出てきたであろうことは容易に想像がつく。結果として白人国家の植民地である日本で生活していた可能性が大である。
- 人類の歴史の中で支配、被支配の関係は戦争によってのみ解決されてきた。強者が自ら譲歩することなどあり得ない。戦わない者は支配されることに甘んじなければならない。
- アジア地域の安定のためには良好な日米関係が必須である。但し日米関係は必要なときに助け合う良好な親子関係のようなものであることが望ましい。子供がいつまでも親に頼りきっているような関係は改善の必要があると思っている[注釈 6]。

戦後社会
- 東京裁判は戦争責任を全て日本に押し付けようとしたものである。そしてそのマインドコントロールは、戦後63年を経てもなお日本人を惑わせている。そのマインドコントロールのために、自衛隊は領域の警備も出来ず、集団的自衛権も行使も出来ない。武器使用も極めて制約が多く、攻撃的兵器の保有も禁止されている。諸外国の軍と比べれば自衛隊は雁字搦め（がんじからめ）で身動きできない。
- パリ講和会議に於いて、日本が人種差別撤廃を条約に書込むことを主張した際、英国や米国から一笑に付された。日本があの時大東亜戦争を戦わなければ、現在のような人種平等の世界が来るのが、あと100年ないし200年遅れていたかもしれない。
- 多くのアジア諸国が大東亜戦争を肯定的に評価していることを認識しておく必要がある[注釈 7]。
- 日本軍を直接見ていない人たちが日本軍の残虐行為を吹聴している場合が多い。日本軍の軍紀が他国に比較して如何に厳正であったか多くの外国人の証言もある。
- もし日本が侵略国家であったというのならば、当時の列強といわれる国で侵略国家でなかった国はどこかと問いたい。よその国がやったから日本もやっていいということにはならないが、日本だけが侵略国家だといわれる筋合いもない。以上のことから、「日本は侵略国家だった」などというのは濡れ衣である。

注：田母神論文では出典書籍を本文中で「書籍名（著者名、出版社名）」の順で表記しているが、便宜的に改めた。

## 受賞・公表

### 受賞の経緯
賞の主催者であるアパグループには、締め切りまでに論文235点が応募された。それをアパ側がまず25点に絞り込み、審査委員は執筆者名が伏せられた作品を読んだ。その後、審査員が自ら最優秀作から佳作までの候補作を選んで得点をつけ、アパ側が集計して元谷外志雄アパグループ代表を含めた審査会に送り、各賞が選出された。花岡の発言によると、25点の論文の中には盗作の疑いが含まれる論文が存在したという。
その結果、第一回最優秀藤誠志賞の受賞作は、2008年10月31日に田母神俊雄航空幕僚長の「日本は侵略国家であったのか」に決定した。ただし、田母神の身分を知った3人の審査員は「田母神から名前を公表する許可」を得るという条件をつけた。小松崎和夫報知新聞社長は「内容で選んだわけであるから、特に問題だとは思わなかった」とした。しかし、花岡信昭産経新聞社客員編集委員は高く評価しつつも、「これは政治問題化するだろうと直感しましたよ」と予見していたことを明らかにした。

### 論文の公開場所
最優秀賞とされた田母神の論文は、論文集のほかにも全文公開されている。
- アパグループのWEBサイト内の受賞作品発表のページで、英訳版とともに
- 「産経新聞」、2008年11月11日付の紙面にアパグループによる「意見広告」として[7]
- 「WiLL」、2009年1月号に記事として

この号は「総力特集:田母神論文、どこが悪い!」として、他に田母神の独占手記（50枚）、中西輝政、渡部昇一、西村眞悟、荒木和博、西尾幹二の論考を掲載している。
- 「正論」、2009年1月号に記事として
この号も「総力特集:誰も語らぬ田母神問題の本質－『戦後』の呪縛が日本を自壊させる－」として、日下公人、佐藤守、花岡信昭、百地章、乾正人、濱口和久の論考を掲載している また正論は田母神の主張を繰り返し掲載している他、田母神の主張に賛同する現職自衛隊幹部の覆面座談会を掲載している[8]。
- 田母神の自著「自らの身は顧みず」（ワック・マガジンズ、2008年12月、ISBN 4898311288）の「巻末付録」として
- アパグループ出版の「真の近現代史観」懸賞論文受賞作品集、『誇れる国、日本』に収録[9]

### 論文公表の経緯
こうして田母神の受賞が決定したが、元谷代表から田母神に「名前を公表しても差し支えないか」との問い合わせが行われた。田母神は2007年5月に自衛隊の内部報（航空自衛隊幹部学校幹部会誌『鵬友』）で既出の論文と内容は同じであるから「問題ない」と回答した。その後、元谷代表は審査委員に連絡することなく、10月31日、アパのWebサイト上の受賞作が発表されるとともに、論文がPDFファイルで一般公表された。また同論文の英文も公開された。

## 航空幕僚長更迭
10月31日午後3時、定例記者会見を終えた田母神は、防衛省大臣室や次官室を訪ね、各所に受賞論文を配った。この時増田好平事務次官に田母神は「賞金300万円取ったんです」と語ったという。増田事務次官と中江公人大臣官房長は論文を読んで「これはまずい」と判断し、千葉にいた浜田靖一防衛大臣に連絡し、午後4時には首相官邸にも連絡した。
夕方、東京に戻った浜田防衛相は田母神と電話で会話し、辞職を勧告した。しかし田母神は「間違っていますかね」と答え辞職を拒否した。午後10時、田母神の更迭が持ち回り閣議によって決定された。

### 更迭の理由
田母神論文中には日本政府の見解である村山談話、小泉談話と異なる、あるいはその見解を否定する立場からの主張が行われていると防衛省幹部と政府は判断した。
政府の対応の理由
浜田靖一防衛大臣は、参議院外交防衛委員会でなぜ懲戒手続きに入らなかったのかと質問されて、懲戒手続きに入ろうと検討したが長期化した場合1月21日に田母神が定年退職になり審理が終わってしまうので、一番厳しい措置をするべきだと考え、早期退職を求めたと答弁した。
政府は自衛隊法46条の「隊員としてふさわしくない行為」に当たる可能性があると判断し、懲戒免職を検討したが、田母神が辞職を拒否し懲戒調査に応じる姿勢を見せたため、2009年1月21日である幕僚長としての定年までに手続きが間に合わないと判断し、幕僚長解任・一空将となっての幕僚監部付を命じて更迭処分とした。この処分により定年が縮り、11月3日付けで定年退官となった。規定通り支払われる退職金6000万円について、浜田靖一防衛大臣からは自主返納を求められた田母神は返納を拒否した（#退職金返納問題）。
自衛隊法施行規則第71条には「調査の結果、規律違反の事実があると認めたときは、当該事案につき審理を行わなければならない」と規定されている。そのため、懲戒手続きには審理の手続きが不可欠である。しかし懲戒事案の場合、大半の対象者が審理を辞退するため防衛省側も審理辞退を求めた。しかし田母神は、岩崎航空幕僚副長から審理の辞退をするように求められたのに対し、審理してもらった方が問題の所在がはっきりすると述べ、審理辞退を行わなかった。このため田母神を「航空幕僚長たる空将」として扱った場合の定年である2009年1月21日までに審理が終わる見通しが立たず、防衛省から河村建夫官房長官に「処分に持ち込むのは無理です」との報告があったという。このため退職金への批判を懸念して懲戒にこだわっていた官邸側も折れ、「田母神が制服姿で持論を訴えたら致命的だ」と考えていた防衛省により、定年延長の取り消しが決まったという。
自衛隊法施行規則第72条第2項問題
2008年11月11日の田母神の証人喚問が行われた参議院外交防衛委員会において、民主党参議院議員の浅尾慶一郎は、自衛隊法施行規則の第72条第2項に「任命権者は、規律違反の疑がある隊員をみだりに退職させてはならない。」とあることから、懲戒手続きを進めずに田母神を更迭したことが”みだりに退職させた”にあたるのではないかと質問した。
浅尾は過去の懲戒手続きが平均54日であり、10月31日から翌年1月21日までならば間に合うと指摘したが、浜田防衛相は「今回の場合はみだりということではなくて、その理由がしっかりあるからそういう形を取った」「今一番早い形でお辞めになっていただくのが重要だ」「基本的には一番、懲戒免職に至るまでの日数からすればこれは十か月ぐらい掛かっている」と答弁した。
内規への抵触
自衛官が外部に意見発表する際には上官（田母神の場合は中江公人大臣官房長）への連絡を要すると定めた内規が存在する。
これについて中江官房長は「官房長通知の中で、幕僚長等が職務に関しまして部外に論文等を発表するときには官房長に文書で通報をするということになっていまして、そういう意味では内規に反している」としており、文書による通知が行われず、内規違反に当たることを認めた。
ただ中江官房長は田母神との役所の外での雑談の中で「当該懸賞論文の応募について言及があった」が、「論文のテーマですとか内容についての言及はなかった」としており、「論文の内容ですとかあるいは通報の手続などについて確認をするべきであった」と手続きの甘さを認めている。
これに対し、田母神は「別に自衛官の職務をやっていなくても書ける内容でありますし、職務に伴って得た知識をもって書いているものではございません」と述べ、論文投稿は私的な活動だったとした。

## 言論の自由とシビリアンコントロール
田母神本人や自民党の一部の国会議員や雑誌が「自衛官にも言論の自由がある」と主張したが、シビリアンコントロールの上で、「専守防衛」という政府の方針（田母神論文は自衛隊の攻撃的兵器保有の必要性や集団的自衛権行使のための憲法改正の必要性を主張している）に反する主義主張は「叛乱の意思」とみなされかねないものであり、表現の自由も制約される場合もあるとされている。実際に1992年に幹部自衛官がクーデター容認論に基づいた論文を月刊誌『文藝春秋』に発表して懲戒免職になった前例がある。ただし、シビリアンコントロールと一口に言っても、その定義は曖昧で複雑な上、憲法に規定されているものではない。また自衛官が軍人であるか否かについて賛否両論がある。また保守言論誌『Will』2009年2月号が田母神論文を全面的に支持する論陣を張ったが、小林よしのりが「憲法に書かずに文民統制もへったくれもない」と主張したほか、田母神を最優秀に選んだ渡部昇一は「ヒトラーも文民だった」と、文民統制など当てにならないと事実上開き直りとも受け取れる反論をした。
なお田母神は、参考人招致の場で「村山談話の見解と私の論文とは別物だというふうに思っております。」としたが村山談話がどの時点が侵略か述べていないということで、「私は、村山談話の見解と違ったものを書いたとは思っておりません」と述べた。論文のなかでは村山談話の存在については触れていない。ただし、村山談話には「植民地支配と侵略によって、多くの国々、とりわけアジア諸国の人々に対して多大の損害と苦痛を与えました」という文言があり、侵略を否定する田母神論文と適合するものではない。
また政府が辻元清美衆議院議員の質問主意書に対し提出した答弁書では、論文の応募は「空幕長の職務として行ったものではなく、私人として行ったもの」とした。また、今回の投稿が「政治の方向に影響を与える意図で特定の政策を主張する」などの政治的目的には当たらず、自衛隊法で制限されている政治的行為にも該当しない」としながらも、「要職にある者は、私人の立場でも公的な立場での意見表明と受け取られるおそれがある」としている。また鈴木宗男衆議院議員の質問に対して提出された答弁書では「（論文では）先の大戦に関して政府認識と明らかに異なる見解が述べられているほか、（集団的自衛権をめぐる）憲法に関する重要な事項について不適切な形で見解を述べている」と指摘。その上で「論文発表は、防衛省・自衛隊への国内外からの信頼を著しく傷つけた」としている。

### 法的根拠
自衛官の言論の自由を認めた判例として、反戦自衛官小西誠が、1969年に「治安訓練反対」「ブルジョア政府打倒」などと政府見解どころか政府そのものを否定する反戦ビラを大量に基地内に貼り出すという事件に対し、1981年の新潟地裁の差し戻し審では「小西の行為は言論の自由の範囲内」とする判決が確定している。当時20歳の3等空曹と、“空軍参謀総長”である航空幕僚長という立場の違いこそあれ、自衛官という本質的な立場は共通である。一方国家公務員の政治的行為を規制する国家公務員法102条および人事院規則14-7（自衛隊員については同じ文言で自衛隊法施行令86条、87条）があり、郵便局員が日本社会党のポスターを掲示・配布した行為について有罪が確定した事件（猿払事件）がある。
しかし自衛隊法第61条は「隊員は、政党又は政令で定める政治的目的のために、寄附金その他の利益を求め、若しくは受領し、又は何らの方法をもつてするを問わず、これらの行為に関与し、あるいは選挙権の行使を除くほか、政令で定める政治的行為をしてはならない」とあるとおり隊員の政治活動は制限されており、政治的表現を持つ言論には制限がある。
また、防衛省改革会議に防衛省から提出された資料では「自衛隊員が、有する経験や専門的知識に基づき適切な形で意見を述べることは、我が国の安全保障にとって必要なことであると考えている。」としながらも「しかしながら、いかなる場合でも、自衛隊員、特に航空幕僚長のような幹部は、その社会的立場に留意し節度ある行動をとることは当然である。実力組織である自衛隊を運用し、任務を遂行するという重い責任を有している自衛隊員は、自らを格別に厳しく律する必要がある」とされており、自衛官、特に幕僚長という立場の重さを強調している。

## 関係者の処分
与野党から非難を受けた田母神は2008年11月11日に参議院外交防衛委員会で参考人招致され、意見が聴取される事態となった。また、この騒動の責任を取る形で政務三役が給与の自主返納を行い、増田事務次官が減給、渡部厚人事教育局長が戒告、中江官房長が注意の処分を受けた。

## 反応

### 政治家
浜田防衛相は「航空自衛隊のトップであるものが国の見解と全く異なる意見を示すのは立場上不適切である」とし、防衛庁長官・防衛大臣経験者であり、任期中田母神を空幕長に任命した石破茂農林水産大臣は『正直、「文民統制の無理解によるものであり､解任は当然。しかし、このような論文を書いたことは極めて残念」の一言に尽きます。』とした上で、「今回の問題は､田母神氏の行動とその後の政府の対応が文民統制の観点からどうであったか、の一点に絞って論ぜられるべきものです。」とした。また「政治家が自衛隊のトップになっているのは、選挙によって国民の負託を受けた政治家が、責任を負っているからです。自衛官が自らの思想信条で政治をただそうというのは、憲法の精神に真っ向から反しています」「政治が何もしてないかのように言うなら旧陸軍将校によるクーデター『2・26事件』と何も変わらない」と批判している。
2008年11月11日に開かれた自民党の国防関係合同部会では、防衛庁長官を歴任した玉沢徳一郎が、田母神の行動を「稚拙な知識で論文を書いていることが問題だ」と批判する一方、「田母神氏の持論がなぜ悪いのか分からない」（岩永浩美）、「（防衛省が）歴史観を対象に懲戒処分しようとしたのは問題」（土屋正忠）など、田母神を擁護する発言も相次いだ。
そのほか与野党双方の議員を含め、防衛省内からも非難の声が上がった。
内閣総理大臣経験者
航空幕僚監部付に更迭された後、田母神は防衛大臣浜田靖一や防衛事務次官増田好平らから辞表の提出を求められた。しかし、田母神はこの要請を何度も拒んだうえ、内閣総理大臣経験者2名を名指しして「私の考えは理解されている」と反論した。そのため、防衛省は念のため、名指しされた首相経験者のうち森喜朗の事務所に確認を取ったところ、関係ないと回答されたという。なお、田母神がそのように何故認識していたかであるが、森の事務所の話によれば田母神の懸賞授賞式に森も招待され、森の選挙区に主催者の企業の本社が存在することもあり出席する予定であったが、一連の騒動でキャンセルしたという。森は村山内閣時代に自民党幹事長を務めており、「村山談話」の党内とりまとめに当たっている。森の名前が田母神から挙がったことについて森の事務所は「田母神の思い込みにすぎない」としている。なお、もう一人については明らかにされていないが、産経新聞社の『正論』に田母神を擁護する安倍晋三の論文が掲載されている。

### 研究者・評論家・作家
研究者・評論家の間でも、リベラル左派・保守派の一部が田母神批判の立場にあるのに対し、一部の保守派言論人(石破茂は民族派と定義している)がこれに反論し、田母神論文を擁護するという構図となっている。
肯定派
東京大学名誉教授の小堀桂一郎はこの論文について「ここには私共自由な民間の研究者達が、20世紀の世界史の実相は概（おおむ）ねかうだつたのだ、と多年の研究から結論し、信じてゐる通りの歴史解釈が極（ご）く冷静に、条理を尽して語られてゐる」と語っている。『WiLL』では同年11月号で中西輝政が「田母神論文の歴史的意義」と題する論文で全面的に田母神を支持し、秦郁彦と保坂正康に反論した。西尾幹二も同誌で「何に怯えて『正論』を封じたのか」と政府の対応を批判した。
また、同誌では同年12月号で潮匡人・懸賞審査委員長を務めた渡部昇一や、櫻井よしこ・柿谷勲夫等による「田母神論文を殺すな」と題する特集を打つなど、田母神論文への反対者をリベラル左派と位置づけ、徹底抗戦の構えをとっている。さらに日本大学教授の百地章、軍事評論家の佐藤守、漫画家の小林よしのりらや、その他一部の保守系言論人も田母神への支持を表明している。
論文選考委員の一員でもあった花岡信昭客員編集委員は産経新聞紙上で「防衛省内局の役人的発想を排し、『自衛官にも言論の自由はある』とやっていたら、その後の展開はまったく違ったものになっていただろう」として、保守層の支持回復にもつながったのではないかと政権批判をし、田母神に同情的な論評をした。
また、懸賞論文で佳作になった岩田温は田母神の論文はおおむね正しいとしながらも、史料選定など一部に問題があることを指摘した上で「懸賞論文の入選作の多くが、コミンテルン陰謀論らしい。（中略）陰謀論には懲り懲りというのが、率直な感想である」と懸賞全体への批判もおこなっている。
否定派
この論文に対して、東京新聞には小林節、纐纈厚、笠原十九司、上杉聡など近現代史研究者などから「基本的な事実関係に誤りが多い」などの批評が提載され、『週刊新潮』には、引用元の『盧溝橋事件の研究』の著者秦郁彦が盧溝橋事件について「私は著書で、事件の発端は（宋哲元率いる軍閥）第29軍の兵士が偶発的に撃った銃弾だった、と結論づけているんですよ。それを、私が中共派であるかのように書くのは心外です」との批判が掲載された。また秦は「論文というより感想文に近いが全体として稚拙と評ざるをえない。結論はさておき、根拠となる事実関係が誤認だらけで論理性もない」と全体の印象を語った。
森本敏拓殖大学大学院教授は田母神論文に対し、「証拠や分析に基づく新たな視点を展開するならともかく、他人の論評の中から都合の良いところを引用して、バランスに欠ける論旨を展開している点である。あの程度の歴史認識では、複雑な国際環境下での国家防衛を全うできない」として、日本は侵略国家でないと主張するのはあまりに偏った見方であると批判している。また一石を投じる目的をもって公表したのであれば、その影響についても責任を有するし、村山談話がおかしいと思うなら防衛省内で大臣相手に堂々と議論すべきであり、懸賞論文に出すなどと言う行為は政府高官のすべきことではないと批判した。その一方で、今回の問題では国内世論が左右にはっきり分かれたが、これは歴史認識が確立していないからであり、近代史に関する歴史教育の重要性を痛感させられると指摘した。
軍事評論家の前田哲男は論文やそれまでの発言も含めて「自衛隊の反国民的体質と文民統制無視に関わる問題」「これを一過性の事象として放置するなら、『言論の暴走』 は 『行動の暴発』 に転化するおそれなしとしない」と懸念を表している。
東洋学園大学准教授櫻田淳は産経新聞紙上で阿南惟幾の「農民の救済を唱え政治の改革を叫ばんとする者は、先ず軍服を脱ぎ然る後に行え」という発言を引用して政治（活動）家や歴史家でない航空幕僚長が政治を語る必然性を疑問視し、田母神の行動を「自衛隊が築いてきた実績の積み重ねに逆行し、自衛隊への共感と信頼を失わせる」と批判した。
同様に自身も元自衛官である軍事評論家の小川和久は、「空自トップとして立場をわきまえない幼児的な行動だ」と批判した。
防衛庁出身の評論家である太田述正は、田母神が「あのような論文を書いたら大騒ぎになるということを予想できなかった」「そもそもあの論文が村山談話に抵触するとは思わなかった」等と述べていることから、「究極のKY」と批判し、政府の方針に背反することを書いた高級軍事官僚がクビになるのは当たり前のことだという見解を示した。
陰謀論派
一方、作家でと学会会員の唐沢俊一は論文の歴史観について「トンデモ陰謀論（陰謀史観）の典型的なパターンが現れている」とし、また論文について現状に対する状態に憤りを感じられるが、安易に「誰々が悪い」という判断にいたり、「言いたいことを言った」という自己満足に浸っている陰謀論者によく見られるものであるとしながらも、その一方でブログなどネットの世界では「どこが悪いのか」という声が多いことに注目し、これは複雑な政治問題を、黒か白か、右か左かとはっきりさせ、一方を「悪」とすることで片付けようとする傾向があり、悪役を手っ取り早く見つけたいという欲求の現れである。結果として考え方の豊かさや多様性が失われていることを問題だとしている。論文は陳腐で幼稚だと非難するのは簡単であるが、陰謀論に空幕長という要職にある人間がはまってしまう現状に危うさがあることに気が付かないといけないとしている。
なお、田母神論文には「陰謀」の用語は出ていないが、典型的なルーズベルト陰謀論であると秦は朝日新聞に寄稿した『事実誤認の「感想文」』の文中で評しているほか、週刊朝日の田岡俊次との対談で「コミンテルンの陰謀論が四つも五つも出てくる。歴史上の出来事はすべて特定の人間や団体の陰謀によって起きたという「陰謀史観」を唱える人は少なくないが、ふつうは一つか二つしか出さないものなのに」と述べているほか、田岡も「彼によれば、コミンテルンが蔣介石も米国も日本も、世界中を手玉にとったことになります」と述べており、田母神が航空将校であり専門分野であるはずの空軍史において、フライングタイガースが日本と戦った時期を間違って認識していると指摘している。以上のことから田母神の歴史観は、いわゆる陰謀史観であるとの評価も存在している。

### 新聞社の反応
否定派
朝日新聞は11月2日付け社説で、「ぞっとする自衛官の暴走」と題して、「こんなゆがんだ考えの持ち主が、こともあろうに自衛隊組織のトップにいたとは。驚き、あきれ、そして心胆が寒くなるような事件である」の一文から始まる文章で田母神を批判。次に「文民統制の危機」だと警鐘を鳴らした。また、他国への影響についても言及し、「日本の国益は深く傷ついた」と論を進め、さらに麻生首相の認識の不十分さも指摘し、「この事態を生んだ組織や制度の欠陥を徹底的に調べ、その結果と改善策を国会に報告すべきだ」と主張した。
読売新聞社説は、「歴史認識というものは、思想・信条の自由と通底する面があり、昭和戦争に関して、個々人がそれぞれ歴史認識を持つことは自由である」としながらも、「しかし、田母神氏は自衛隊の最高幹部という要職にあった。政府見解と相いれない論文を発表すれば重大な事態を招く、という認識がなかったのなら、その資質に大いに疑問がある」と断じたように、「論文の内容」と言うよりも、村山談話などを引き合いに、「政府の要職という立場の問題」を前面に出した。
毎日新聞社説は、田母神本人への批判もさることながら、「こうした認識を公表して悪びれない人物がなぜ空自の最高幹部に上り詰めたのか。大いに疑問である」「政治家の姿勢や言動が、問題の背景」にあると、主に政府への批判の色が濃いものとなっていた。また同時に、問題の根本的解決策として「文民統制の強化」を訴えた。
翌3日、日本経済新聞では、「解任は当然」との見解を述べ、政府の姿勢に対しては特に批判はせず、一歩引いた立場で田母神や自衛隊についての解説などを行った。終わりには「防衛省史には今回の騒動も守屋時代の負の遺産と書かれるのだろうか」とした。
肯定派
産経新聞は、一貫して田母神擁護の論調をとった。社説『主張』は「氏の論文には、かなり独断的な表現も多い」としながらも、「第一線で国の防衛の指揮に当たる空自トップを一編の論文やその歴史観を理由に、何の弁明の機会も与えぬまま更迭した政府の姿勢も極めて異常である。疑問だと言わざるを得ない」と政府の姿勢を非難した。また、村山談話そのものにも疑問を呈し、さらにはこの談話を「あくまで政府の歴史への「見解」であって「政策」ではない」として、同時に「侵略か否かなどをめぐってさまざまな対立意見がある中で、綿密な史実の検証や論議を経たものではなく、近隣諸国へ配慮を優先した極めて政治的なものだった」と、他紙とは一線を画した独自の論を展開した。加えて、「今、政府がやるべきことは「村山談話」の中身を含め、歴史についての自由闊達な議論を行い、必要があれば見解を見直すということである」と「村山談話」の再検討を訴えた。ただし、自衛官が政治的行動を行ってはならないというシビリアンコントロール（文民統制）については一言も触れていない。
また『正論』2009年2月号では、田母神論文の日本は侵略国家ではないという主題は正しいとする別宮暖朗の論文や、自衛官の言論の自由があるなどとして、これでは毛沢東時代の中華人民共和国の思想統制と変わらないとする石平の論文を掲載したほか、産経新聞客員論説委員の花岡信昭は朝日新聞の日野「君が代」伴奏拒否訴訟に対する否定的な報道を引き合いに出し「ダブルスタンダード」と、自身がかつて肯定する報道をしたことには触れず批判するなど、田母神の論文内容の正当性を主張する姿勢を一貫してとった。ただし、産経新聞も『正論』欄において田母神の行動を批判する森本敏や櫻田淳の原稿を掲載するなど、まったく否定派の意見を掲載しなかったわけではない。
ちなみに『正論』は産経新聞系列誌。またアパグループと産経新聞は関係が深く、客員論説委員の花岡が論文の選考に関与し、元谷外志雄アパグループ代表の著作が産経新聞出版から2008年4月に出版されていることや、更迭後に産経新聞が当該論文の全面広告を掲載している。

### インターネットアンケート
インターネットのアンケートでは田母神論文を支持、退職金の辞退の必要もなしとする意見が6割から8割を占めている。但しインターネットアンケートは複数IDを取得しての投票も可能であり、信憑性には疑問の残るものもある。
Yahooニュースアンケート
Yahoo!ニュースのクリックリサーチはは2008年11月4日から11月11日にかけて、『航空自衛隊トップの田母神俊雄・前航空幕僚長が歴史認識に関して政府見解に反する論文を公表。幕僚長という立場で、政府見解に反する論文を公表したことに、問題があったと思いますか？』という意識調査と題したアンケートを行った。この設問に対し「ほとんど問題はない」が13％、「まったく問題はない」が46％と、過半数以上が「問題ない」という結果の回答が寄せられた。
これを受け、2008年11月11日に参考人招致された田母神は国民に不安を与えたという質問に対し、「国民に不安を与えたと、文民統制についておっしゃいますけど、今朝9時の時点で、私はYahoo!の『私を支持をするか』『問題があると考えるか』『問題がないと考えるか』っていったら、58%がですね、私を支持しておりますので、不安を与えたことはないと思います」と発言した。
これについて公明党・浜田昌良議員は「どういうデータを使っているか分かりませんけれども、トップであった方が、そういうことをもって自分の行動を正当化するのは非常に私は問題だと思っております」とした。
Yahoo側はアンケートについて「投票結果は、実際の選挙や世論調査とは異なり、世論の意見を完全に反映した内容ではありません。あくまで多くのインターネットユーザーの意見を投票という形で数値化したものである点をご理解ください。また、投票は1ユーザーにつき1投票の制限（ブラウザによる制限）を設けています。ただし、完全に公正な投票を管理することはできませんので、ご了承ください。」としている。また、このアンケートは世論調査ではなく、「あくまでエンターテイメント」としている。また80パーセント以上の回答者が男性であるなど、通常の世論調査とは検出母体が異なっている。
一方で、『週刊文春』では、このアンケート結果は組織的介入が為されたものであるという指摘が行われた。田母神の歴史観に共感する「調布 史の会」が、Yahooの意識調査で田母神への支持する投票を行うように依頼するメールを多数配信していたという。
マスコミの反応と乖離した結果に対し、「今回はネット上で広く、田母神氏支持へ協力を要請した痕跡があり、偏った意図が窺えます」とし、前述の週刊文春の記事のなかでアンケートはヤラセであったとライターの森健は語っていた。朝日新聞も時事通信の世論調査の記事に対するコメント欄でも投稿者の1％にあたる上位10人による投稿が全体の20％、投稿者上位20％で意見投稿の約80％を占めている事例を指摘している。
ライブドアリスログ
Yahooと同日に実施されたライブドアのリスログ - 無料アンケート作成サービスのアンケートでは田母神自身の言葉「いささかも間違っていない」について11月12日時点で72.4％の支持を得ており、現時点(2009年2月26日)で8割に迫る支持を得ている。

### テレビ局のアンケート
日本テレビでのアンケート
日本テレビが11月に行った「田母神退職金の返納を求めることは、適切だと思いますか、思いませんか」の世論調査（RDD電話調査）によれば、適切だと思うは53.1％であり、思わないの35.2％を上回った（わからない、答えないは11.7％）で防衛省の田母神への処置を肯定する回答が多かった。また同様に「麻生内閣が『わが国が侵略国家だったというのはぬれぎぬ』などと主張していることは内閣の考えに反するとして更迭したが、更迭は適切だと思いますか、思いませんか？」の世論調査では、「思う」が59.8％で「思わない」の21.7％を上回った（「わからない、答えない」は18.5％）
テレビ朝日のアンケート
2008年11月29日に放送されたテレビ朝日の朝まで生テレビ!で発表された視聴者アンケートでは、「田母神氏発言に共感できる？」という設問に対し、YESと答えたのが303件（61%）NOと答えたのが164件（33%）その他は30件（6%） と、共感できるという回答が多数派であった。この番組アンケートでは、有識者や著名人の生討論で双方の主張を視聴しながら投票するという形式を採っている。
共感できる理由として、以下の回答であった。
1. 論文内容は正しい：47件
2. 田母神氏の意見は正しい：30件
3. 日本は侵略国家ではない：22件
4. 日本だけが悪いとはいえない：20件

共感できない理由として、以下の回答であった。
1. 立場上問題がある：39件
2. 論文に説得力がない：22件
3. 田母神氏に賛成できない：21件

### 自衛隊内部
自衛隊内部から目立った反応は出ていない。第12回防衛省改革会議でこの問題が討議された際、「一部で応援団が田母神前空幕長を評価しているところがあるが、自衛隊全体が非常に冷静な立場をとっているのは大変良い」といった内容が議事要旨として発表された。

## 付随した問題
退職金返納問題
田母神は退職となったものの、懲戒処分ではなかったため退職金は満額支給された。与野党やマスコミから退職金の支払いに関しては与野党から疑問の声が出ており、浜田防衛大臣は「自主返納を求める」とした。
しかし田母神は2008年11月11日の参議院外交防衛委員会での答弁の中で、退職金6000万円を返納する意志は無いと述べた。佐藤正久も自身のブログ（2008年11月11日付「国防部会、田母神論文事案で紛糾す」）で田母神のこの対応を支持している。
このため制度の不備が明らかになり、政府は退職金返納基準を懲戒免職相当に拡大することを盛り込んだ国家公務員退職手当法改正案を2009年度の通常国会で提出する意向を示した。
アパグループと田母神の癒着疑惑
懸賞主催者であるアパグループ代表・元谷外志雄と田母神は非常に親密な間柄であることが明るみに出ており、適切な関係であったのか、との疑惑が浮上している。田母神は「（主催者側から）資金提供を受けたことは無い」としているが、憲法学者の水島朝穂は前述の『東京新聞』のなかで「（極めて質の低い論文で）三百万円もの賞金をもらうのは資金援助に近い」と批判している。また、元谷の著書『報道されない近現代史』（産経新聞出版）と、田母神論文は内容に共通点が多数あるとの指摘もある（、31頁）。
2008年11月11日には民主党の要請により田母神は参考人として参議院外交防衛委員会に招致された。この委員会で2007年8月21日に元谷をF15に航空幕僚長であった田母神が許可を出して体験搭乗させていたこと、統合幕僚学校長当時の2003年、科目「国家観・歴史観」を新設し、「新しい歴史教科書をつくる会」（以下「つくる会」）の関係者である高森明勅・福地惇両名を講師に招いていたことが明らかになった 。
また懸賞の審査にあたっても、公式には覆面の審査と称して元谷は自身が採点に加わったことも公表していなかったが、アパグループが事前に論文を選出するという手続き上、審査メンバーでは唯一事前に田母神の論文と知りうる立場であり、「（8月に）論文が届いてまもなく田母神という名前に気づいた」「航空幕僚長だったのでびっくりした」と田母神の原稿を知っていたことを審査委員の花岡に語っている。
元谷は1作品に限って付けられる最高得点を田母神論文に付け、大学生の論文を含む3作品が同点で並んだ際は田母神論文を推して「学生には賞金30万円で十分」という趣旨の発言をして最優秀賞の選考から外し、他の審査委員も了承した。12月8日、東京都内であった表彰式の記者会見で元谷は、審査経過について「どだい民間会社がやる懸賞論文制度だから、私がいいと思った人に賞をあげても何らおかしくない」と語った。
また選考に出席した山本秀一秘書によれば、田母神論文は内容が過激であるとしてにいったん5点満点中「2点」をつけたが、誤ってアパの指示より1作品多い論文に点数を付けていたため、2回目の審査会の席上、点数のない「選外」に変更した。しかし他の委員が最高点をつけたため田母神論文が選出されたという。これに対し委員の一人花岡信昭は、山本秘書は「田母神論文に明らかに点数をつけていた」「この秘書は田母神氏の受賞を最終的に認め、満場一致で決まった」としており、秘書の発言を否定している。
また朝日新聞の取材によると、元谷代表は中山泰秀議員に電話し「あなたの秘書は2点から最低点ではなく、最高点に付け直したんだ。ウソをつくと選挙に落ちる。政治生命を失う」と語ったという。中山議員に審査委員を依頼した理由については「外務政務官だった肩書がほしかったからだ」と語っている。
また自衛隊によれば、現職自衛官が民間主催の懸賞論文で懸賞金を受け取っても問題のない要件として、「公平・公正な審査」が挙げられ、これを欠く場合自衛隊員倫理法等で禁止されている、利害関係者からの贈与等に当たるおそれがあるとされる。しかし最優秀賞を受賞した田母神は「金銭目当てに懸賞に応募したと思われるのは心外だ」として賞金受領は拒否し、賞状のみ受領することを表明した。
防衛省防衛監察本部は2009年11月11日に、「真の近現代史観」懸賞論文に航空自衛官97人が応募していた問題に対し「航空自衛隊が組織的に一民間企業の活動に協力したと見られても仕方なく、行政の中立20・公正性の観点で慎重に検討しておらず適切ではない」「航空幕僚監部から数多くの部隊に懸賞論文への応募を促し、第6航空団や航空救難団では組織として、あるいは職務命令により応募させたと考えられるものもある」との監察結果を公表した。
なお、田母神は2009年8月6日に広島市で日本会議の主催で開催された講演の締めで『国民が保守の言論を求めていることがわかってきました。保守の言論は左翼の言論に圧倒されないようにしなければなりません。そのためにも産経新聞と「正論」と「Will」を買って、アパホテルに泊まりチャンネル桜を見てください』と、現在もアパグループと懇意にしていることを公言している。
幹部学校誌問題
田母神が航空自衛隊幹部学校幹部会誌『鵬友』2007年5月号に、今回の論文と同趣旨の意見を発表した時は注意されなかったことについて、防衛省の中の基準が非常に曖昧であることが参議院外交防衛委員会で指摘された。浜田靖一防衛大臣は基準が明確でないことを認め、ダブルスタンダードのないようにしていきたいと答弁した。
空自の懸賞論文大量投稿問題
この懸賞には田母神以外にも複数の現職自衛官が応募している事が判明している。応募総数235人のうち97人が航空自衛官であった。そのうち田母神がかつて赴任し、また主催者が友の会会長を務める第6航空団から62人が応募していた。その背景には航空幕僚監部教育課長が5月20日に全部隊に懸賞論文の応募要領をファクスしたうえ、6月にも同人事教育部長が主要部隊に投稿を促す趣旨の手紙を郵送したことがある。そのため防衛大臣直属の監察本部は、これらの経緯や前空幕長からの指示がなかったかどうかを調査するとしている。なお、入選した13人のうち自衛隊員は田母神だけであったため、自衛隊内部では「最初から出来レースではなかったか？」という疑問の声がある。
田母神は航空幕僚監部教育課長に、航空幕僚監部や航空自衛隊隊員からの投稿を奨励する意味で「こういうもの（論文募集）があるというふうに紹介」したことを認めたが、投稿を指示してはいないとした。
自衛官個人の癒着調査
民主党は防衛省に対してアパグループから利益供与を受けている者がいないか、25万人の自衛隊員を対象に調査を行う事を求めた。調査対象は「隊員個人でアパのマンションに住んでいる者の有無」、「部隊によるあっせんの有無」、「アパホテルのメンバーズカードについて、あらかじめポイントが付与されたカードを受け取った者の有無」「アパグループからキャッシュバックを受け取った者の有無」「福利厚生目的以外でアパホテルを利用する際、無料宿泊券や割引券等を受領した者の有無」となっている。
防衛省は隊員の任意の上で自衛隊員、原則としてすべての隊員を対象として聞き取り調査を行っているが、2008年12月12日時点でアパグループから供与を受けた隊員は発見されていない。